# Tacitron
Tacitron je plynem plněná výbojka řízená mřížkou, u níž je možné přivedením záporného potenciálu na řídicí mřížku výboj přerušit (zhasnout). Snížením záporného předpětí mřížky na hodnotu blízkou potenciálu katody tacitron opět zapálí. Jinak jsou u tacitronů zachovány ostatní vlastnosti výbojek, hlavně nízký spád na oblouku, takže mohou propouštět značný proud, přičemž ztracený anodový výkon zůstává malý. 